# Pink Venom
«Pink Venom» (с англ. — «Розовый яд») — сингл южнокорейской гёрл-группы Blackpink, выпущенный 19 августа 2022 года на лейблах YG Entertainment и Interscope Records, со второго студийного альбома Born Pink (2022).
Режиссером музыкального видео выступил Со Хёнсун. Клип набрал 90,4 миллиона просмотров за первые 24 часа, что сделало его самым просматриваемым музыкальным видео за первые 24 часа на момент выхода песни (20 августа 2022).
В течение нескольких недель песня занимала первую позицию в чарте Billboard Global 200 и стала первой песней группы, занявшей высшую строчку этом чарте. «Pink Venom» также стал первой песней группы K-pop, возглавившей австралийский чарт ARIA Singles Chart. Black Pink выступили с песней на церемонии MTV Video Music Awards 2022. Благодаря этому выступлению, группа впервые дебютировала на церемонии вручения наград в США и стала первой южнокорейской женской группой, достигшей такого результата.

## Предыстория и релиз
6 июля 2022 года компания YG Entertainment объявила, что Blackpink завершают запись своего нового альбома и готовятся к съёмкам музыкального видео в середине июля, чтобы выпустить его в августе. Лейбл также подтвердил, что группа отправится в крупнейшее мировое турне в истории женских групп K-pop. 31 июля 2022 года компания опубликовала трейлер альбома на официальных аккаунтах группы в социальных сетях, объявив, что мировое турне начнётся в октябре после выпуска альбома. Позже лейбл подтвердил, что в поддержку альбома будет снято два музыкальных видеоклипа с самым высоким бюджетом, который компания когда-либо выделяла на создание музыкального видео. 7 августа 2022 года было объявлено название предрелизного сингла альбома («Pink Venom») и дата выхода (19 августа 2022 г.). 10 августа на официальных аккаунтах группы в социальных сетях были опубликованы тизеры всех участниц. 11 и 12 августа было выпущено два вида тизеров с каждой из участниц группы. 13 августа был опубликован постер с изображением всех участниц. 14 августа был опубликован новый тизер, в котором участницы заперты в стеклянной коробке. 17 августа был выпущен тизер клипа. 19 августа состоялась премьера музыкального клипа.

## Творческая группа

### Место записи
- The Black Label — подразделение YG Entertainment

### Участники записи
| - Джису — ведущая вокалистка - Дженни — основной рэпер, вокалистка - Розэ — основная вокалистка, ведущий танцор - Лиса — основной танцор, ведущий рэпер, саб-вокалистка | - Тедди Пак — автор текста, композитор - 24 — композитор, арранжировщик - R. Tee — композитор, арранжировщик - Ido — композитор, арранжировщик - Дэнни Чан — автор текста |

## Композиция
Песня была написана Тедди Паком и Дэнни Чаном. Жанр «Pink Venom» был охарактеризован как танцевальный хип-хоп с элементами рэпа и EDM. В песне также был задействован традиционный корейский инструмент комунго.
Песня была написана в тональности до мажор с темпом 90 ударов в минуту. Что касается текста песни, то в нём можно найти несколько отсылок:
- Дженни начинает песню со словами «Kick in the door, waving the coco», что отсылает к строчке «Kick in the door, wavin' the .44» из песни «Kick in the Door» американского репера The Notorious B.I.G.[19]. Также в данной строчке присутствует отсылка к модному дому Chanel, амбассадором которого является Дженни[20].
- Лиса начинает свою часть со строчек «One by one, then two by two», которые в точности повторяют строчку из песни «Pon de Replay» барбадосской певицы Рианны[21]. Также в партии Лисы присутствует строчка «Makes no sense, you couldn’t get a dollar outta me», которая отсылает к «P.I.M.P.», песне 50 Cent[22]. Также в своей партии Лиса упоминает название модного дома Céline, который она представляет в качестве амбассадора[21].
- Джису и Розэ исполняют строчку «Look what you made us do», что отсылает к песне «Look What You Made Me Do» Тейлор Свифт[21].

## Музыкальное видео

Кадр из музыкального клипа

Премьера видеоклипа «Pink Venom» состоялась 19 августа 2022 года на официальном канале Blackpink на платформе YouTube. Клип был срежиссирован Со Хён Соном. За первые 24 часа клип достиг 90,4 млн просмотров, обогнав предыдущий рекорд своей песни «How You Like That» (2020 г.), которое ранее считалось самым просматриваемым видео среди женских исполнителей. Видеоклип также достиг статуса видео с наибольшим количеством просмотров за первые 24 часа в 2022 году и третьим по счету за все время в данной категории. Видео достигло 100 миллионов просмотров за 29 часов, обогнав «How You Like That» как самое быстрое музыкальное видео среди женских исполнителей, достигшее этой цифры. Закулисное видео со съемок было выпущено 19 августа.
Клип начинается с игры Джису, которая исполняет мелодию на корейском инструменте комунго. Её окружают фигуры, сидящие в черных капюшонах и очках витруальной реальности и поющие название группы «Blackpink». Затем происходит смена сцены, в которой из стены пробивается монстр-трак, после чего Дженни начинает исполнять свою партию. В следующей сцене появляется Лиса, которая заходит внутрь пирамиды. Там она срывает с дерева яблоко чёрного цвета и кусает его, после чего её глаза становятся розовыми.
Вслед за этим, зрителям показывают Розэ, которая стоит в чёрной воде и вытаскивает оттуда чёрное сердце. В следующей сцене группа исполняет припев в комнате, заполненой песком. Затем Лиса и Дженни, одетая в футболку Манчестер Юнайтед, вместе исполняют рэп-партии. После Джису изображает вампира, а Розэ играет на электрогитаре в освещенной огнем пещере. В данных локациях участницы исполняют второй куплет и бридж. В дальнейшем второй припев исполняется в белой комнате с часами и финальный припев — в тропических джунглях.

### Танцевальная практика
23 августа 2022 года было выпущено видео с танцевальной практикой, в котором участницы исполняли полную версию хореографии в окружении подтанцовки. Хореографами выступления стали Киль Тутен и Сиенна Лалла, которые ранее работали с Twice, Aespa и BTS.
Также над проектом работали Лиджун Ли и Тарин Чэн, хореографы танцевальной группы YGX.

## Продвижение
17 августа YG Entertainment опубликовали расписание кампании «Light Up The Pink», в рамках которой несколько достопримечательностей по всему миру были подсвечены розовым цветом, начиная с 18 августа. В список данных объектов вошли Сеульская телебашня, телевизионная башня Токио, Sinar Mas Center (Шанхай, Китай), CentralWorld (Бангкок, Таиланд), Бруклинский мост (Нью-Йорк, США) и колесо обозрения в Pacific Park (Санта-Моника, США). 19 августа компания запустила «#PinkVenomChallenge» (поклонники группы должны были исполнить танец и выложить в интернет).
28 августа 2022 года группа впервые исполнила «Pink Venom» на церемонии вручения наград MTV Video Music Awards. Данное выступление стало дебютом группы на американской премии, а также первым выступлением южнокорейской женской группы.
Американский журнал Billboard признал данное выступление по счету вторым лучшим выступлением на церемонии награждения.

## Критика
Журналист газеты «The New York Times» Джон Караманика сказал, что в песне присутствует элемент «комфортной анархии». Он также отметил, что в песни раскрываются различные направления, а именно К-поп, ближневосточные мотивы, рок-музыка, рэп Западного побережья и т. д..
Тану И. Радж в статье для британского журнала NME назвал трек «смелым, уверенным творением» и «многообещающим анонсом их новой эры».
Лорен Пакетт-Поуп в статье для журнала Elle назвала песню «запоминающейся, однако выбивающей из колеи дезориентирующей смесью рэпа, вокала, „низкого“ припева и несколькими пасхальными яйцами в тексте».
Алекс Рамос в американском журнале Pitchfork похвалил использование лирических отсылок к песням 1990-х и 2000-х годов.
| Журнал                | Список                                                       | Место            | Прим.  |
| --------------------- | ------------------------------------------------------------ | ---------------- | ------ |
| Billboard             | 25 лучших песен K-попа K-попа за 2022 год                    | 4                | [ 44 ] |
| Billboard             | Лучшие выступления на VMA 2022                               | 2                | [ 45 ] |
| Billboard             | 25 лучших песен K-Pop 2022 года: выбор персонала             | 4                | [ 46 ] |
| Elle (Индия)          | 10 самых модных музыкальных клипов K-попа за 2022 год        | 1                | [ 47 ] |
| Hypebeast             | Лучшие песни и музыкальные клипы K-попа за 2022 год          | Включён в список | [ 48 ] |
| Mashable              | 14 лучших и самых влиятельных выступлений K-попа за 2022 год | Включён в список | [ 49 ] |
| Rolling Stone         | 100 лучших песен за 2022 год                                 | 35               | [ 50 ] |
| The Korea Herald      | Яркие моменты K-попа за 2022 год                             | 1                | [ 51 ] |
| The National          | Лучшие песни K-попа за 2022 год                              | Включён в список | [ 52 ] |
| The Telegraph         | 20 лучших хитов K-попа за 2022 год                           | 2                | [ 53 ] |
| Time Out              | 22 лучшие песни за 2022 год                                  | 5                | [ 54 ] |
| Amazon Music          | Лучшее за 2022 год: К-поп                                    | Включён в список | [ 55 ] |
| Apple Music           | 25 самых шазамированных песен в жанре К-поп за 2022 год      | 5                | [ 56 ] |
| BuzzFeed México       | 12 лучших моментов VMA этого года                            | Включён в список | [ 57 ] |
| Genius Korea          | 100 самых популярных песен 2022 года                         | 1                | [ 58 ] |
| Hypebae               | Лучшие песни и клипы в жанре K-поп за 2022 год               | Включён в список | [ 59 ] |
| Spotify               | Самые прослушиваемые лучшие песни в жанре K-поп за 2022 год  | 3                | [ 60 ] |
| The National News     | Лучшие песни в жанре К-поп за 2022 год                       | Включён в список | [ 61 ] |
| Tidal                 | K-Pop: лучшее за 2022 год                                    | Включён в список | [ 62 ] |
| Tidal                 | Музыкальные видео: лучшее за 2022 год                        | Включён в список | [ 63 ] |
| Universal Music Group | Лучшие музыкальные клипы 2022 года                           | Включён в список | [ 64 ] |

## Коммерческий успех
Песня дебютировала на первом месте в Billboard Global 200 с 212,1 миллионами прослушиваний и 36 000 платных скачиваний, тем самым став первой песней Blackpink, занявшей первую строчку в чарте и второй в истории чарта по количеству прослушиваний за неделю. Песня также дебютировала на первом месте в чарте Global Excl.US с 198,1 миллионами прослушиваний и 27 000 скачиваний, проданных за пределами США, таким образом Pink Venom стал второй песней группы, занявшей первое место в чарте после «Lovesick Girls». Blackpink стали третьими по счету артистами (после BTS и Джастина Бибера), которым удалось достичь первые места в чарте несколько раз. Песня продолжила возглавлять оба чарта на протяжении второй недели, набрав 108,4 миллиона прослушиваний и 7 000 скачиваний по всему миру и 99,5 миллиона прослушиваний и 5 000 скачиваний за пределами США, тем самым Pink Venom стал первой песней, исполненной на корейском языке, которая возглавила оба чарта в течение нескольких недель подряд.
Песня возглавила чарт Global Excl.US на протяжении третьей недели с результатом в 69,2 миллионами прослушиваний и 3 000 платных скачиваний.
В Южной Корее «Pink Venom» дебютировал на 22 строчке чарта Circle Digital Chart за период с 14 по 20 августа. В период с 21 по 27 августа песня достигла второй строчки, став седьмой песней группы, вошедших в топ-2 чарта.
В Японии песня заняла четвёртое место в ежедневном чарте цифровых синглов Oricon за 19 августа. С 15 по 21 августа песня была продана 3 236 раз и заняла 16 строчку в еженедельном Digital chart, и набрала 3 068 603 прослушиваний, в итоге став 29-й по популярности песней в стране за данную неделю. В Billboard Japan, японском отделе журнала Billboard, песня заняла 22 место в чарте Hot 100 и достиг 10 места в период с 22 по 28 августа.
В Австралии песня заняла первое место в чарте ARIA Singles Chart 29 августа. Таким образом Blackpink стала первой K-pop группой, возглавившей данный чарт, и вторым корейским исполнителем после солиста Psy, исполнившего песню «Gangnam Style» в 2012 году.
В США песня попала на 22 строчку чарта Billboard Hot 100. Данное место является самой высокой позицией группы, не считая коллаборации, а трек стал четвёртой песней группы, попавшей в топ-40. «Pink Venom» дебютировал на 9 месте в хит-параде Streaming Songs, заработав 14,3 миллионов прослушиваний. Это означает, что трек стал второй по счету песней группы, попавшей в первую десятку чарта. В чарте Digital Song Sales песня заняла третье место с 11 000 проданных скачиваний и собрала 359 000 слушателей радиоэфира за первую неделю. В Канаде песня заняла 4 строчку чарта Canadian Hot 100 и стала первой песней группы, попавшей в топ-10 страны.

## История релиза
| Регион    | Дата            | Формат                     | Лейбл         | Прим.  |
| --------- | --------------- | -------------------------- | ------------- | ------ |
| Различные | 19 августа 2022 | Цифровая загрузка стриминг | YG Interscope | [ 6 ]  |
| Италия    | 26 августа 2022 | Contemporary hit radio     | Universal     | [ 77 ] |
| США       | 30 августа 2022 | Contemporary hit radio     | YG Interscope | [ 78 ] |

## Чарты
| Чарт (2022)                          | Высшая позиция |
| ------------------------------------ | -------------- |
| Мир (Billboard Global 200)           | 1              |
| Австралия (ARIA)                     | 1              |
| Австрия (Ö3 Austria Top 40)          | 28             |
| Аргентина (Argentina Hot 100)        | 32             |
| Бразилия (Billboard)                 | 18             |
| Великобритания (OCC UK Singles)      | 22             |
| Венгрия (Single Top 40)              | 5              |
| Вьетнам (Vietnam Hot 100)            | 1              |
| Германия (GfK)                       | 32             |
| Гонконг (Billboard)                  | 1              |
| Греция (IFPI)                        | 10             |
| Дания (ANR HIT FM)                   | 25             |
| Индия (IMI)                          | 1              |
| Индонезия (Billboard)                | 1              |
| Ирландия (IRMA)                      | 23             |
| Испания (PROMUSICAE)                 | 75             |
| Италия (FIMI)                        | 94             |
| Канада (Billboard Canadian Hot 100)  | 4              |
| Китайская Республика (Billboard)     | 1              |
| Литва (AGATA)                        | 11             |
| Люксембург (Billboard)               | 20             |
| Малайзия (Billboard)                 | 1              |
| Мексика (Billboard)                  | 21             |
| Нидерланды (Single Tip)              | 2              |
| Новая Зеландия (Recorded Music NZ)   | 9              |
| Норвегия (NRK P3)                    | 2              |
| Перу (Billboard)                     | 13             |
| Португалия (AFP)                     | 26             |
| Республика Корея (Circle)            | 2              |
| Румыния (Billboard)                  | 16             |
| Сингапур (RIAS)                      | 1              |
| Словакия (Singles Digitál Top 100)   | 20             |
| США (Billboard Hot 100)              | 22             |
| США (Billboard Pop Airplay)          | 36             |
| США (Billboard)                      | 1              |
| Турция (Billboard)                   | 11             |
| Финляндия (Radiosoittolista Airplay) | 72             |
| Филиппины (Billboard)                | 1              |
| Франция (SNEP)                       | 44             |
| Хорватия (Billboard)                 | 10             |
| Чехия (Singles Digitál Top 100)      | 51             |
| Швейцария (Schweizer Hitparade)      | 41             |
| Швеция (Sverigetopplistan)           | 1              |
| ЮАР (RISA)                           | 38             |
| Япония (Billboard Japan Hot 100)     | 10             |
| Япония (Oricon)                      | 16             |

| Чарт (2022)               | Высшая позиция |
| ------------------------- | -------------- |
| Республика Корея (Circle) | 14             |

## Сертификации
| Регион | Сертификаты |
| ------ | ----------- |
| Китай  | 1,216,075   |
| Мир    | 46,000      |
| США    | 11,000      |
| Япония | 7,000       |

## Награды
| Год  | Премия                       | Категория                                        | Результат |
| ---- | ---------------------------- | ------------------------------------------------ | --------- |
| 2022 | MTV Europe Music Awards      | Лучшее музыкальное видео                         | Номинация |
| 2022 | MTV Video Music Awards Japan | Лучшее музыкальное видео (мир)                   | Победа    |
| 2022 | MTV Video Music Awards Japan | Лучшее музыкальное видео года                    | Номинация |
| 2022 | NRJ Music Awards             | Лучшее музыкальное видео (мир)                   | Номинация |
| 2022 | Mnet Asian Music Awards      | Песня года                                       | Победа    |
| 2022 | Mnet Asian Music Awards      | Лучшее танцевальное выступление (женская группа) | Номинация |
| 2022 | Mnet Asian Music Awards      | Песня года                                       | Номинация |
| 2022 | People’s Choice Awards       | Музыкальное видео 2022                           | Номинация |
| 2023 | Circle Chart Music Awards    | Песня года (август)                              | Победа    |
| 2023 | Golden Disc Awards           | Лучшая цифровая песня                            | Номинация |
| 2023 | iHeartRadio Music Awards     | Лучшее музыкальное видео                         | Номинация |
| 2023 | iHeartRadio Music Awards     | Лучшее использование сэмпла                      | Номинация |
| 2023 | Webby Awards                 | Лучшее партнерство или сотрудничество            | Победа    |
| 2023 | MTV Video Music Awards       | Лучшая работа художника-постановщика             | Победа    |
| 2023 | MTV Video Music Awards       | Лучшая хореография                               | Номинация |
| 2023 | MTV Video Music Awards       | Лучший монтаж                                    | Номинация |
| 2023 | MTV Video Music Awards       | Лучшее К-поп видео                               | Номинация |

| Программа     | Дата             | Прим.   |
| ------------- | ---------------- | ------- |
| Show Champion | 24 августа 2022  | [ 141 ] |
| M Countdown   | 25 августа 2022  | [ 142 ] |
| M Countdown   | 1 сентября 2022  | [ 143 ] |
| M Countdown   | 8 сентября 2022  | [ 144 ] |
| Inkigayo      | 4 сентября 2022  | [ 145 ] |
| Inkigayo      | 18 сентября 2022 | [ 146 ] |
| Inkigayo      | 25 сентября 2022 | [ 147 ] |

| Награда                 | Дата (2022) | Прим.   |
| ----------------------- | ----------- | ------- |
| Weekly Popularity Award | 29 августа  | [ 148 ] |
| Weekly Popularity Award | 5 сентября  | [ 149 ] |
| Weekly Popularity Award | 19 сентября | [ 150 ] |

## Комментарии
1. ↑  Некоторые реперы могут также занимать позицию саб-вокалиста. Это означает, что они также исполняют вокальные партии, но реже, чем остальные участники группы.